# 月刊プリンセス
『月刊プリンセス』（げっかんプリンセス）は、秋田書店が発行している女性向け漫画雑誌。1974年創刊。月刊誌。発売日は毎月6日。

## 概要
1974年12月に創刊した。掲載作品は長編漫画が主体である。創刊直後は少女漫画草創期から活躍していた赤塚不二夫、松本零士、わたなべまさこ、古谷三敏、24年組の萩尾望都、青池保子、木原敏江、ささやななえ、ポスト24年組の花郁悠紀子、1960年代に『週刊少女フレンド』（講談社）の看板漫画家であった細川智栄子、1970年代初頭に『別冊少女コミック』（小学館）で活躍していたあしべゆうほ、ニューウェーブの代表格である吾妻ひでおなどが活躍し、その後1970年代末に中山星香、山田ミネコ、1980年代に碧ゆかこ、冬木るりか、天城小百合、めるへんめーかー、風間宏子、高階良子、原ちえこ、坂田靖子、1990年代に山田圭子、浅見侑、もとなおこらが台頭して黄金期と言われた。しかし、現在有力な漫画家は細川智栄子など少数であり、読者からは世代交代の失敗・新人育成の問題などが指摘されている。また、1976年から30年以上連載が続いている『王家の紋章』の主力ファン世代と、本来の少女誌のターゲットである10代とで読者の二極化が進んでいる。
なお黄金期は『王家の紋章』（細川智栄子 あんど 芙〜みん）、『エロイカより愛をこめて』（青池保子）、『悪魔の花嫁』（原作：池田悦子、作画：あしべゆうほ）、『妖精国（アルフヘイム）の騎士』（中山星香）の4作品が看板となって長らく同誌を支えていた。『妖精国（アルフヘイム）の騎士』は2005年より姉妹誌『プリンセスGOLD』に移籍して2006年11+12月特大号にて完結。『エロイカより愛をこめて』は2008年に同社の姉妹誌『プリンセスGOLD』に移籍して2009年1月号から新たに連載を開始。『悪魔の花嫁』は姉妹誌『別冊ビバプリンセス』の1990年10月号に第二部連載が一旦終了したが、2007年に同社の少女漫画雑誌『ミステリーボニータ』6月号」で完全新作として突如連載が再開した。
以前は歴史・ファンタジー系作品が多かったが、近年（2000年代以降）は恋愛系の作品が増えつつある。

## 歴史

### 創刊期
創刊号から連載開始した『悪魔の花嫁』（原作：池田悦子、作画：あしべゆうほ）が人気作品となり、部数躍進へと導いた。他連載作品は『蒼い炎』（イケスミチエコ）、『ミリアム・ブルーの湖』（原作：名木田恵子、作画：青池保子）、『恋して!!ポッポ』（如月亜衣）、『つまんない子ちゃん』（赤塚不二夫）、『おしゃべりラブ』（吾妻ひでお）、『となりのリブちゃん』（田村セツコ）、『笑ってちょーだい!!』（仲村計）、『真貴子』（ささやななえ）など目立たない作品が多かった。
この時期の他の人気作品には『トラジマのミーめ』（松本零士）、『ふたごのプリンセス』（わたなべまさこ）、『シンデレラの森』（原作：暮山みどり、作画：細川智栄子）がある。
また、余談であるが、後に『週刊少年マガジン』（講談社）に連載されることになる『クイーン・エメラルダス』（松本零士）は1975年に『月刊プリンセス』に掲載された読切短編『エメラルダス』が最初である。

### 1970年代（1976年〜）
1976年1月号から『イブの息子たち』（青池保子）、同年10月号から『王家の紋章』（細川智栄子あんど芙〜みん）、1977年9月号から『アンジェリク』（原作：セルジュ・ゴロン&アン・ゴロン、作画：木原敏江）、同年10月号から『オリンポスのポロン』（吾妻ひでお）、1979年9月号から『エロイカより愛をこめて』（青池保子）が連載開始、これらは人気作品となり部数が80万部突破、黄金期が始まる。
他に、この時期の作品としては『孔雀の微笑』（イケスミチエコ）、『青春はラブ・40』、『花詩集』、『わたしのお気に入り』（せがわ真子）、『恋のフーガ』、『危険な関係』、『プレイボーイブルース』（忠津陽子）、『クレア』（村野守美）、『犬・けん・ケン物語』、『水の町』（樹村みのり）、『はいどうぞ!』（中山星香）、『天使と挽歌』（原作：日向葵、作画：わたなべまさこ）、『港のマルタとデラシネ』、『4月はたそがれの海』（わたなべまさこ）、『はるかなる国 遠い詩』、『すぎ去りし日の…』（あすなひろし）、『恐怖の復活』（和田慎二）、『わんぱく天使』（赤塚不二夫）、『母恋い千鳥』（古谷三敏）、『少女ろまん』、『花々に住む子供』、『ヨーロッパみぎひだり』（萩尾望都）、『満智子のすてきな小劇場』（里中満智子）、『タンポポ』（大島弓子）、『クリスマス』（山岸凉子）、『振袖無頼控』、『黄昏の鳥』（山田ミネコ）、『君よ私に口づけを』（ささやななえ）、『翔べ翔べドンキー』（吾妻ひでお）などがある。
また、この頃は大御所漫画家を多く起用していたこともあり『変奏曲シリーズ』の一編である『アンダルシア恋歌（マドリガル）』（原作：増山のりえ 、作画：竹宮恵子）、『最終戦争シリーズ』の一編である『メランコリー・ブルー』（山田ミネコ）、『アメリカン・パイ』（萩尾望都）、『 リベルテ144時間』（大島弓子）、『フェネラ』、『白木蓮抄』、『四季つづり』、『カルキのくる日』、『夢ゆり育て』、『アナスタシアとおとなり』（花郁悠紀子）、『ラムちゃんの戦争』、『アラビアン狂想曲』、『恐怖の復活』（和田慎二）など読みきり、短期集中連載作品などの作品にも知名度の高い作品が存在する。

### 1980年代
70年代末に『アンジェリク』（原作：セルジュ・ゴロン&アン・ゴロン、作画：木原敏江）、『イブの息子たち』（青池保子）、『オリンポスのポロン』（吾妻ひでお）が終了し部数が減少するものの『アルカサル-王城-』（青池保子）、『魔天道ソナタ』（天城小百合）、『花冠の竜の国』、『妖精国（アルフヘイム）の騎士』（中山星香）、 『アリーズ』（冬木るりか）、『ぴーひょろ一家』（姫木薫理）、『はるか遠き国の物語』（碧ゆかこ）などがヒットし、60万部と割と安定した部数を保っていた。
他にこの時期の作品としては『A-A'』、『モザイク・ラセン』（萩尾望都）、『ポケットにティンカーベル』、『さよなら林間学校999（スリーナイン）』（和田慎二）、『千夜恋歌』、『あざみ野逢歌』（原ちえこ）、『ナーギの塔』、『パンドラの秘密』、『暗闇に悪魔が』、『幻のビルカバンバ』、『黄泉の小鳥』、『むらさき神話』、『インカ幻帝国』（高階良子）、『もつれっ毛の姫君』、『永遠なる夢』、『永遠なるめざめ』、『夢狩人』、『遠い呼び声』、『ペニントン館』（めるへんめーかー）、『火曜日のゆううつ･水曜日のパラダイス』、『万太郎ちゃんがスキ!』、『ラブタウン発…あなたへ』、『ホテル・カリフォルニア』、『おしゃべりな羊たち』（風間宏子）などがある。

### 1990年代
90年代初頭に『悪魔の花嫁』（原作：池田悦子、作画：あしべゆうほ）、『魔天道ソナタ』（天城小百合）、『 アリーズ』（冬木るりか）、『ぴーひょろ一家』（姫木薫理）、『はるか遠き国の物語』（碧ゆかこ）、『忍たま乱太郎』 （尼子騒兵衛）などの人気作が次々に連載終了し部数が大きく落ち込む。
『A・Iレボリューション』（浅見侑）、『レディー・ヴィクトリアン』（もとなおこ）、『REN-AI 恋愛』（高河ゆん）、『モンタージュ』（菊池久美子）などの作品が人気作となったがかつての部数を取り戻すことは出来なかった。
他にこの時期の作品としては本誌や姉妹紙の『プリンセスGOLD』など複数の雑誌で連載された『BUD BOY』（市東亮子）がある。

### 2000年代
2001年に読みきり『最後の晩餐』で水城せとなが初登場し、その後『彼女達のエクス・デイ』、『S〈エス〉』、『放課後保健室』、『黒薔薇アリス』などの連載作品を発表。
特に2004年に連載開始した『放課後保健室』は、国内では、『このマンガがすごい!2008』オンナ編第16位、『このマンガがすごい! 2009』オンナ編第24位にランクイン、国外ではアメリカ合衆国の12歳から18歳までのティーン世代の読書活動を支援するヤングアダルト図書館サービス協会により、ティーン世代に向けた2008年のお薦めグラフィック・ノベルのベスト10に選ばれるなど本誌掲載作品としては久々のヒット作品となった。
また2007年から連載開始した『コルセットに翼』（もとなおこ）が2012年、第16回手塚治虫文化賞ノミネート、『このマンガがすごい! 2012』のオンナ編48位にランクインされ、高く評価された。
他にこの時期の作品としては『弱虫日記』（穂月想多）、『神曲奏界ポリフォニカエターナル・ホワイト』（原作：高殿円、作画：藤丘ようこ）、『センゴク男子 花の乱』（すもももも）、『シノビライフ』（こなみ詔子）、『ラズ・メリディアン』（結賀さとる）、『女王様の犬』（竹内未来）、『君は僕の虜なれ』（都筑せつり）、『楽園のトリル』（藤田麻貴）、『12人の優しい殺し屋~ライブラ:黒き審判』（原作：Founder masaki、 作画：藤枝とおる）、『Crossroad (漫画)』、『 電脳ビリーバーズ』、『3人で愛しあいましょ』（海月志穂子）、『ケイコク。』、『The Knockout Makers』、『ラブマスターA』（橋本教子）、『真神様の言うとおり』、『天使じゃない!』、『究極ヴィーナス』（しげまつ貴子）などがある。
2005年から紙面改革を行い、長らく同誌の看板作品であった『妖精国（アルフヘイム）の騎士』（中山星香）、『エロイカより愛をこめて』（青池保子）が姉妹紙の『プリンセスGOLD』に移籍した。

### 2010年代
『プリンセスGOLD』の看板漫画であった『タブロウ・ゲート』(鈴木理華）が2011年に本誌に移籍した。
また藍川さきや阿部川キネコ、雪森さくらなど他社の少女誌で活躍していた漫画家を積極的に起用するようになっている。
2012年から再び紙面改革を行い、『プリンセスGOLD』で好評であった短編『押入れの少年』（原作：高橋葉介、作画：みもり）を本誌に移籍して連載化、『ミステリーボニータ』の看板漫画であった『明治失業忍法帖』（杉山小弥花）を本誌移籍などを行い、新規読者獲得を図っている。
“王子様”をテーマとしたマンガやイラストを掲載するという“雑誌内雑誌”企画「季刊プリンス」を載せたことも2014年1月号から10月号にかけてあった。季刊なので全4回だった。
また、同じ秋田書店から刊行されている少年漫画『ブラック・ジャック』『弱虫ペダル』『クジラの子らは砂上に歌う』や、人気の女性向けゲーム『刀剣乱舞』、アニメ『KING OF PRISM by PrettyRhythm』といった作品をトリビュートしたイラストやコミックが掲載されることが増えていた。
2019年から後宮および宮廷をテーマにした小説の描き下ろしコミカライズ版を集めた別冊付録「プリンセス・パレス」が不定期で付録になった。この別冊付録から本誌に移籍した作品もあった。
ヨーロッパの歴史・ファンタジーロマン作品の『薔薇王の葬列』（菅野文）や中華風ロマン作品の『紅霞後宮物語〜小玉伝〜』（栗美あい、原作：雪村花菜)、『茉莉花官吏伝』（高瀬わか、原作：石田リンネ）などの作品が看板となった。

### 2020年代
2022年1月に『薔薇王の葬列』（菅野文）がアニメ化され、1982年に放映された『おちゃめ神物語コロコロポロン』以来40年振りのテレビアニメ化となった。
スピンオフ作品として『キング・オブ・アイドル薔薇王の学園』（阿部川キネコ、原作：菅野文）も連載されている。
また『時をかけるスケバン刑事』（室長サオリ、原作：和田慎二）、『Re:スケバン刑事』（福井あしび、原作：和田慎二）、『 スケバン刑事Pretend』（細川真義、原作：和田慎二、脚本：猪原賽）といった『スケバン刑事』（和田慎二）のスピンオフ作品も連載されている。

## 現在連載中の作品
2025年9月号現在。
- 王家の紋章（細川智栄子 あんど 芙〜みん）
- 榮国物語春華とりかえ抄（チノク、原作：一石月下）
- 茉莉花官吏伝（高瀬わか、原作：石田リンネ）
- 魔王陛下のお掃除係（梶山ミカ、原作：我鳥彩子）
- 十三歳の誕生日、皇后になりました。（青井みと、原作：石田リンネ）
- 灰とダイナマイト（くろだ美里）
- わたしより綺麗な男の子（藤田一個）
- 嘘よみと偽飾の王女（小田原みづえ）
- 悪役令嬢ですが、元下僕の獣人にフラグ回収されています!?（夜田あかり）
- 後宮香妃物語（橘ミズキ、原作：伊藤たつき）※『ミステリーボニータ』より移籍。
- きみがローファーをはいたら（大島永遠）
- 刀剣乱舞 あうとどあ異聞 刀剣野営（ikra、原案：「刀剣乱舞-ONLINE-」）
- 白花繚乱 -白き少女と天才軍師-（栗美あい、原作：田中芳樹）
- 咲き還り姫の葬歌〜捨てられた花は復讐に舞う〜（もすこ）
- 楊貴妃、綺羅羅（中澤泉汰、原案：夢枕獏・天野喜孝・叶松谷）
- 僕らのポリリズム（河原シノ）
- 婚約破棄された可憐令嬢は、帝国の公爵騎士様に溺愛される（玖米、原作：蒼井美紗）
- 彼の世の獣が見る夢は（藤田麻貴）
- 異世界アパート"干支・セトラ"の管理人（室長サオリ）※シリーズ読み切り[20]
- 竜使いはまだ空を知らない（高城玲）
- 白雪友芽とn人の夢彼氏（ぢゅん子）
- 今日からわたしの悪魔さん！（互灯折）
- 聖闘士真理矢（霜月星良、原作：車田正美）
- ファントムルース〜魔女が夢見た最後の楽園〜（石据カチル）
- 女男爵の庭師（漫画：とみさー、原作：しそたぬき）
- 獣王子の偽恋花嫁（稲乃芽子）
- 横浜チャイニャン（弥栄亜咲）
- きよらたまゆら（すもももも）
- 転生した三毛猫は王子と玉座の夢を見る（乙守真亜那）
- 月の子症候群〜浮いてるぼくらの恋のあれこれ〜（七海ようこ）

## 過去の掲載作品
作者名50音順。作画担当者と原作者がいる場合は作画担当者で記載。

### 作者名あ行
- 今宵、君とキスの契りを、迷宮ロマンチカ、月影モラトリアム（藍川さき）
- エロイカより愛をこめて、イブの息子たち、アルカサル-王城-、魔弾の射手、トラファルガー 、ミリアム・ブルーの湖（原作：名木田恵子）など（青池保子）
- 凍る空、砂鉱の国（青井秋）
- 今宵、怪人とティータイムを（青井みと）
- つまんない子ちゃん、わんぱく天使（赤塚不二夫）
- 春咲レッド（浅川まゆみ）
- 青春しょんぼりクラブ、あの鐘を鳴らすのは少なくともおまえじゃない（アサダニッキ）
- A・Iレボリューション（英語版）（浅見侑）
- 悪魔の花嫁（原作 池田悦子）（ あしべゆうほ）
- はいすくうるグラフィティ（あすかまり）
- はるかなる国 遠い詩、すぎ去りし日の…（あすなひろし）
- オリンポスのポロン、おしゃべりラブ、翔べ翔べドンキー（吾妻ひでお）
- 放課後関ヶ原、白馬が王子様、キング・オブ・アイドル薔薇王の学園（原作：菅野文）（阿部川キネコ）
- 魔天道ソナタ、レツェリア、蛍火幻想、グリーン・ベール（天城小百合）
- 忍たま乱太郎 − 朝日小学生新聞版とは別に月刊プリンセスでもアニメ版のタイアップとして一時期連載されていた。（尼子騒兵衛）
- のちのちのシトロン（天乃タカ）
- 孔雀の微笑、蒼い炎（イケスミチエコ）
- さよなら天使（石井いさみ）
- Rosen Blood 〜背徳の冥館〜（石据カチル）
- 永遠の女王ヒミコ（石ノ森章太郎）
- ザ・ナイト（伊東愛子）
- ファントム・コグニション迷宮入り事件捜査室（伊庭竹緒）
- 冬・恋景色（上原きみ子）
- 秘密のエトワール、蛇とマリアとお月様（宇野紗菜）
- 俺俺（原作：星野智幸）（梅田阿比）
- リベルテ144時間、タンポポ（大島弓子）
- 純情ディアボーイ（大槻恵）
- シーザーとテスター（大森さやか）
- セブンスター・ブルース、クライシスYU、トマトでドッキリ―スペクター・E.クラブ、星の数ほども、スカーレットを撃て、ライオンは眠っている（岡崎沙実）
- いざっ!桃子どの、危なっかしいジュリエット、ガラス窓から、踏破（岡田純子）
- キャルのラブ・ストーリー、ふしぎ荘の門（乙部啓子）

### 作者名か行
- 君の歌声にキスを（薫原好江）
- フェネラ、白木蓮抄、四季つづり、カルキのくる日、夢ゆり育て（花郁悠紀子）
- 火曜日のゆううつ・水曜日のパラダイス、万太郎ちゃんがスキ!、ラブタウン発…あなたへ、ホテル・カリフォルニア、おしゃべりな羊たち（風間宏子）
- 花よりも刃のごとく、イケメン戦国〜天下人の女になる気はないか〜（原作：CYBIRD）（梶山ミカ）
- 若がゆく!（河名尚子）
- 陰陽師・安倍晴明（川端新、原作：結城光流）
- 薔薇王の葬列、薔薇王の葬列 外伝（菅野文）
- おばあちゃんはアイドル、COMPLEX、天使攻略マニュアル、モンタージュ（菊池久美子）
- 恋して!!ポッポ（如月亜衣）
- アンジェリク（原作：セルジュ・ゴロン&アン・ゴロン）、花かんむりの牢屋城（木原敏江）
- 犬・けん・ケン物語、水の町（樹村みのり）
- チキンパーティー（金田一蓮十郎）
- キサラギくんはドレス探偵（くまいケビン・花園あずき）
- 紅霞後宮物語〜小玉伝〜（原作：雪村花菜、栗美あい）
- キウイケツキドラキウイラ、りらっくすっ!、人間合格、夜間保育士 鬼朽先生（くろだ美里）
- REN-AI 恋愛（高河ゆん）
- アンナのミーハーるーむ（古賀アンナ）
- 麻切かなみは視えている（小島ビスケ）
- シノビライフ、シカバネ☆チェリー（こなみ詔子）
- サラマンドの虹（小早川杏）
- ぴょんにゃらごろごろ、なはははすとおりぃ、オニさん あちら!、なんじゃらほーい（小道迷子）
- マコから計へ（小森麻実）

### 作者名さ行
- けもの温泉　のけもの荘（彩景でりこ）
- ミラクルニキ（桜乃みか、原作：Nikki Inc.）
- 真貴子、7人の魔女の家、君よ私に口づけを（ささやななえ）
- 満智子のすてきな小劇場（里中満智子）
- 真神様の言うとおり、天使じゃない!（英語版）、究極ヴィーナス、猫塚さんちのご兄弟（しげまつ貴子）
- セーラーズ エンジェル（シタラマサコ）
- BUD BOY、ラーメン・ラビリンス（市東亮子）
- 次回作は異世界漫画家（忍）
- 私と師匠と影解きの旅（柴田五十鈴）
- 美嗣くんの好きなひと（白葉琴子）
- 明治失業忍法帖、大正電氣バスターズ〜不良少女と陰陽師〜（杉山小弥花）
- タブロウ・ゲート（鈴木理華）
- センゴク男子 花の乱、後宮デイズ、亡国のマルグリット（すもももも）
- 青春はラブ・40、花詩集、わたしのお気に入り（せがわ真子）
- いちばんの、好きだよっ（曽根富美子）
- トッペンカムデンへようこそ（征矢友花）

### 作者名た行
- アナトミア -解剖してわかったことだが、人間は必ず死ぬようにできている-（高城玲）
- ナーギの塔、パンドラの秘密、暗闇に悪魔が、幻のビルカバンバ、黄泉の小鳥、むらさき神話、インカ幻帝国（高階良子）
- アンダルシア恋歌（マドリガル）−変奏曲シリーズ（原作：増山のりえ 、作画：竹宮恵子）
- 女王様の犬（竹内未来）
- ドッキリ!ムフフちゃん、乙女ちゃん、俺は耳太郎（立原あゆみ）
- 時の中の少女（竜樹諒）
- ビバ・ニューヨーク!!（田中雅子）
- 恋のフーガ、危険な関係、プレイボーイブルース（忠津陽子）
- となりのリブちゃん（田村セツコ）
- 帝都あやかし代筆譚（茶畑緑）
- 君は僕の虜なれ（都筑せつり）
- 跪いて靴を舐めろ（天河藍）
- アリーズ（冬木るりか）
- プロフェッサーは夜も眠れず、好派!蘭丸応援団、KIMERA ―祈明羅―（富樫じゅん）
- 私はペンで世界を変える（堂本奈央）
- 亜季のゴール、夢戦士シャドウ（戸部けいこ）

### 作者名な行
- 1/2ざかり（苗美さと子）
- ロレンツォ（長池とも子）
- 邪神戦記 - 雑誌掲載時のタイトルは『手天童子』、ただし『週刊少年マガジン』で連載された同名作品とは異なる内容である（永井豪）
- 笑ってちょーだい!!（仲村計）
- 妖精国の騎士、はるかなる光の国へ、空の迷宮、花冠の竜の国、はいどうぞ!、フィアリーブルーの伝説など（中山星香）
- デビ☆ロック、薔薇監獄の獣たち（那貴りんご）
- 主様と式神のあるべき正しき関係（夏輝）※短期集中連載
- あたりめトロちゃん、ほわほわピッピちゃん、のんのんノン太（菜摘ペコ）
- サムライが転生したらアイドルになった話、僕らの千年と君が死ぬまでの30日間（naked ape）
- 根本尚の2ページ劇場（根本尚）

### 作者名は行
- 少年ヴィジュアルロック（灰音アサナ）
- アメリカン・パイ、A-A'、モザイク・ラセン、少女ろまん、花々に住む子供、ヨーロッパみぎひだり（萩尾望都）
- ケイコク。、The Knockout Makers（英語版）、ラブマスターA、彼担!（橋本教子）
- 赤道直下のシンデレラタイフーン（橋本多佳子）
- 千夜恋歌、あざみ野逢歌、花離宮（原ちえこ）
- YG（ワイジー）（ひうらさとる）
- 春秋宮廷アンティーカ 〜偽りの麗人、蹊を成す〜（ひかり旭）
- ぴーひょろ一家、P.S. 乙女は考えている（姫木薫理）
- HARTS －ハーツ－（姫野くみ）
- Re:スケバン刑事（福井あしび、原作：和田慎二）
- オヤユビヒメ∞、ドラゴン★ガール、12人の優しい殺し屋~ライブラ:黒き審判（原作：Founder masaki）、ゆうれいアパート管理人、きみの好きな彼女、夢部へようこそ、逢魔ヶ小路の占い屋（藤枝とおる）
- 神曲奏界ポリフォニカエターナル・ホワイト（原作：高殿円）（ 藤丘ようこ）
- 金田一くんはギャルが嫌い。、わたしより綺麗な男の子（藤田一個）
- 約束は図書館の片隅で、緋色の呪文、楽園のトリル、ロマンスからはじめよう、ハレルヤ7、バロック騎士団、星屑ハニィ、コハルノオト（藤田麻貴）
- あこがれかよい路、やさしさ世代、荒川務物語、夢織り模様（舟木こお）
- 母恋い千鳥（古谷三敏）
- ペパーミント・ボーイ（文月今日子）
- スケバン刑事Pretend（細川真義、原作：和田慎二、脚本：猪原賽）
- シンデレラの森、麗しのメリーさん（細川智栄子）
- 弱虫、弱虫日記、猫ろ日（穂月想多）

### 作者名ま行
- トラジマのミーめ、クイーン・エメラルダス（読みきり版）（松本零士）
- ほしのこぐま（ミサト）
- 放課後保健室、S〈エス〉、彼女達のエクス・デイ、最後の晩餐、魔法使いが逢いにきました、黒薔薇アリス - 長期休載の後、月刊フラワーズに移籍（水城せとな）
- D'プリンセス（水都あくあ）
- フレイヤの涙（水野英子）
- ヘイカモン女学院（溝口涼子）
- Crossroad（英語版）、3人で愛しあいましょ（英語版）、電脳ビリーバーズ（海月志穂子）
- はるか遠き国の物語、千分の一夜物語、14歳の季節、スプリング・ハズ・カム!、ジュエリー・コレクション、[ミステリーなトラブル・ツアー など（碧ゆかこ）
- 華仙公主夜話（みなもと悠、原作：喜咲冬子）
- 押入れの少年（原作：高橋葉介）（みもり）
- っていうか恋じゃね?（武藤啓）
- クレア（村野守美）
- 時をかけるスケバン刑事（室長サオリ、原作：和田慎二）
- もつれっ毛の姫君、永遠なる夢、永遠なるめざめ、夢狩人、遠い呼び声、ペニントン館、森に住む人々、モダン・ホラー・タイムズ（めるへんめーかー）
- Xより愛をこめて（望月あきら）
- レディー・ヴィクトリアン（英語版）、コルセットに翼、ガーフレット寮の羊たち、天使がのぞきみ―英国貴族と領民たちのひみつ―（もとなおこ）
- 風よ、万里を翔けよ（もとむらえり、原作：田中芳樹）
- ミストラル、恋です春一番、ルネ・シマール物語（森村あすか）

### 作者名や行
- キーワード・ラブ（矢代まさこ）
- クリスマス、幸福の王子（山岸凉子）
- 2 〜two〜、ゴーゴーヘブン!!、だから牡丹が好きやねん（山田圭子）
- 振袖無頼控、黄昏の鳥、生命(いのち)、メランコリー・ブルー−最終戦争シリーズなど（山田ミネコ）
- マリーベル、ハリーとトント（原作：ポール・マザースキー）、ひよこちゃん、花のフィナーレ、ベンジーの愛、 城みちる物語（原作：まつしたかずみ）、西城秀樹物語（原作：まつしたかずみ）、中村雅俊物語（原作：まつしたかずみ）（山智子）
- 恐竜の寺野先輩は○○だけは食べたくない（山本さや夏）
- ラズ・メリディアン（結賀さとる）
- 姫島くん、あと20センチ!（ゆいち恭）
- 八雲京語り 宮廷に鈴の音ひびく（ゆうなぎ、原作：羽根川牧人）
- 好きというのは嘘のウソです、キスは、原稿のあとで（雪森さくら）
- 恋と十手とお銀ちゃん（横山光輝）
- マリちゃんはわたさんぞ（吉森みき男）
- 悪魔少女はエクソシストと契約破棄したい（夜田あかり）

### 作者名わ行
- ラムちゃんの戦争、アラビアン狂想曲、恐怖の復活（ホラー・リザレクション）、ポケットにティンカーベル、さよなら林間学校999（スリーナイン）[21]（和田慎二）
- ふたごのプリンセス、港のマルタとデラシネ、4月はたそがれの海、 天使と挽歌（ただし原作は日向葵）（わたなべまさこ）

## メディアミックス
- テレビアニメ（劇場アニメ含む）化にはあまり積極的ではなく『オリンポスのポロン』、『薔薇王の葬列』など少数である。
- OVA化された作品は、『悪魔の花嫁』、『アリーズ』、『ぴーひょろ一家』などがある。
- アニメ先行のタイアップで連載された作品としては『忍たま乱太郎』がある。
- イラストストーリービデオ（原作者のカラーイラストにBGMや声優の声を吹き込んだストーリー仕立ての作品）化された作品には『王家の紋章』がある。
- コミカライズ作品には、メディアミックスの内の一つとして『12人の優しい殺し屋〜ライブラ:黒き審判』、小説で『神曲奏界ポリフォニカエターナル・ホワイト』『俺俺』『紅霞後宮物語〜小玉伝〜』『風よ、万里を翔けよ』、ゲームで『イケメン戦国〜天下人の女になる気はないか〜』『ミラクルニキ』がある。
- 舞台化された作品には『アメリカン・パイ』、『アンジェリク』がある。
- ドラマCD化された作品は『王家の紋章』、『エロイカより愛をこめて』、『BUD BOY』、『アリーズ』、『放課後保健室』、『はるか遠き国の物語』、『魔天道ソナタ』、『シノビライフ』、『君は僕の虜なれ』などがある。

## 漫画賞受賞作品など
- 『王家の紋章』（細川智栄子 あんど 芙〜みん）- 1990年、第36回（平成2年度）小学館漫画賞少女部門受賞

- 『エロイカより愛をこめて』（青池保子）- 1990年、同作登場人物の少佐と同じ名前を持っていたドイツ・エーベルバッハ市への日本人観光客が急増し、青池は観光業に対する貢献を認められ、ドイツのエーベルバッハ市より名誉賞と市章であるイノシシの彫像を授与された。

- 『アルカサル-王城-』（青池保子）- 1991年、第20回日本漫画家協会賞優秀賞受賞

- 『妖精国（アルフヘイム）の騎士』（中山星香）- 2008年、第37回日本漫画家協会賞優秀賞受賞

- 『放課後保健室』（水城せとな）- アメリカ合衆国の12歳から18歳までのティーン世代の読書活動を支援するヤングアダルト図書館サービス協会により、ティーン世代に向けた2008年のお薦めグラフィック・ノベルのベスト10に選ばれる[7][8]（英題は「After School Nightmare」）。『このマンガがすごい!2008』オンナ編第16位、『このマンガがすごい! 2009』オンナ編第24位にランクイン

- 『コルセットに翼』（もとなおこ）- 2012年、第16回手塚治虫文化賞ノミネート、『このマンガがすごい! 2012』のオンナ編48位にランクイン[9][22]

## プリンセスコミックス
旧デザインでは、表紙に金色の枠にPRINCESS COMICSと明朝体の横書きで書かれ、周りには、ハートの二色があしらわれていた。姫を図案化した少女のイラストに背表紙に赤文字でタイトルが書かれた。刊行が開始された、1975年から1982年まで使用された。裏表紙には、明朝体での金文字の同様の表記に丸いカットのイラストが付いていてこちらは刊行が開始された、1975年から1984年まで使用された。
金色の枠はしばらく使われたが1993年に廃止された。背表紙の基本デザインは刊行が開始された、1975年から2011年6月までは表紙の上部又は、下部に白や赤等の色文字でPRINCESS COMICSと異なる字体で入っていて、表紙の上部又は、下部に白や赤等の色文字でPRINCESS COMICSと異なる字体で入っていた。現在の背表紙は作品ごとにタイトルフォントが異なるデザインとなっている。
近年では、同社刊の少年チャンピオン・コミックスと同様、CG賛美が目立つ（ただし1970年代から連載が続く『王家の紋章』は初期のデザインのままである。また同じく1970年代から連載が続く『エロイカより愛をこめて』は12巻までは初期デザイン、13巻以降は金色の枠のデザインで刊行されている。）。

## 姉妹誌
- 別冊ビバプリンセス - 1976年に創刊。季刊。『プリンセス』の連載作家による読切作品を中心に掲載。1990年に誌名を『別冊プリンセス』へ改名した後、1994年に休刊 。
- プチプリンセス
- プリンセスGOLD

## 発行部数
- 1978年6月 - 公称80万部[3]
- 1979年7月 - 公称60万部[23]
- 1980年7月 - 公称60万部[24]
- 1981年9月 - 公称60万部[25]
- 1982年12月 - 公称600,000部[26]
- 1984年4月 - 公称600,000部[27]
- 1985年3月 - 公称600,000部[28]
- 1986年3月 - 公称600,000部[29]
- 1987年3月 - 公称400,000部[30]
- 1988年3月 - 公称400,000部[31]
- 1989年2月 - 公称600,000部[32]
- 1990年2月 - 公称600,000部[33]
- 1991年2月 - 公称600,000部[34]
- 1991年4月〜1992年3月 - 公称350,000部[35]
- 1992年4月〜1993年3月 - 公称350,000部[36]
- 1993年4月〜1994年3月 - 公称350,000部[37]
- 1995年7・8月 - 250,000部〜300,000部[38]
- 1997年4月〜1998年3月 - 公称350,000部[39]
- 1998年4月〜1999年3月 - 公称350,000部[40]
- 1999年4月〜2000年3月 - 公称350,000部[41]
- 2000年4月〜2001年3月 - 公称300,000部[42]
- 2001年 -250,000部[43]

（近年は部数非公表の状態が続いている。）

## 参考資料
- 『月刊 大阪明浄女子短期大学紀要第10号』-雲野加代子『漫画におけるジェンダーについての考察』（1996年、 大阪明浄女子短期大学）
- メディア・リサーチ・センター編『雑誌新聞総かたろぐ』（1979年、1983年、1989年、1998年 - 2001年、メディア・リサーチ・センター）
- 水野英子『ローヌ・ジュレエの庭』-巻末収録の作品リスト（2000年、夢時館）
- 小学館漫画賞事務局、竹内オサム『現代漫画博物館』（2006年、小学館）
- 青池保子『「エロイカより愛をこめて」の創りかた』（2009年、マガジンハウス）
- 松本零士、橋富政彦『松本零士 未来へ翔び立つ名言集~ヤマト・999の言葉たち』（2010年、竹書房）
- 萩尾望都『銀の船と青い海』（2010年、河出書房新社）
- 河出書房新社編『萩尾望都 少女マンガ界の偉大なる母』（2010年、河出書房新社）
- 河出書房新社編『吾妻ひでお〈総特集〉---美少女・SF・不条理ギャグ、そして失踪』（2011年、河出書房新社）
- このマンガがすごい! 編集部『このマンガがすごい! 2008』（2007年、宝島社）
- このマンガがすごい! 編集部『このマンガがすごい! 2009』（2008年、宝島社）
- このマンガがすごい! 編集部『このマンガがすごい! 2012』（2011年、宝島社）